# Maranta gibba
Maranta gibba är en strimbladsväxtart som beskrevs av James Edward Smith. Maranta gibba ingår i släktet Maranta och familjen strimbladsväxter. Inga underarter finns listade.